# Llanto

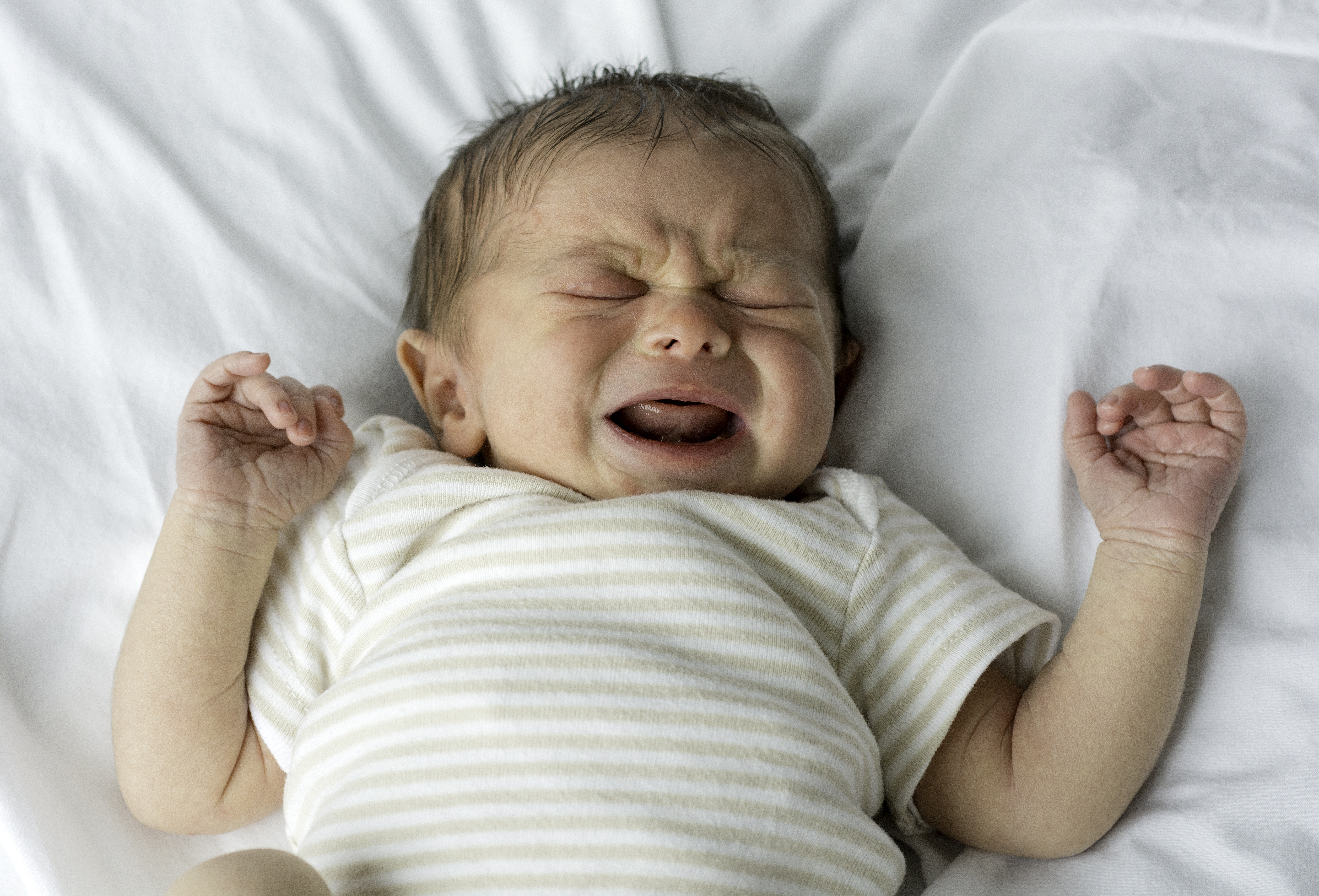
En bebés, el llanto es una parte esencial de su comunicación y supervivencia, ya que les permite comunicar incomodidad, dolor, alguna necesidad o emociones fuertes; esto hasta que empiecen a poder comunicarse usando palabras. Como neonatos, la capacidad para llorar una vez nacidos indica que pueden respirar por si solos.

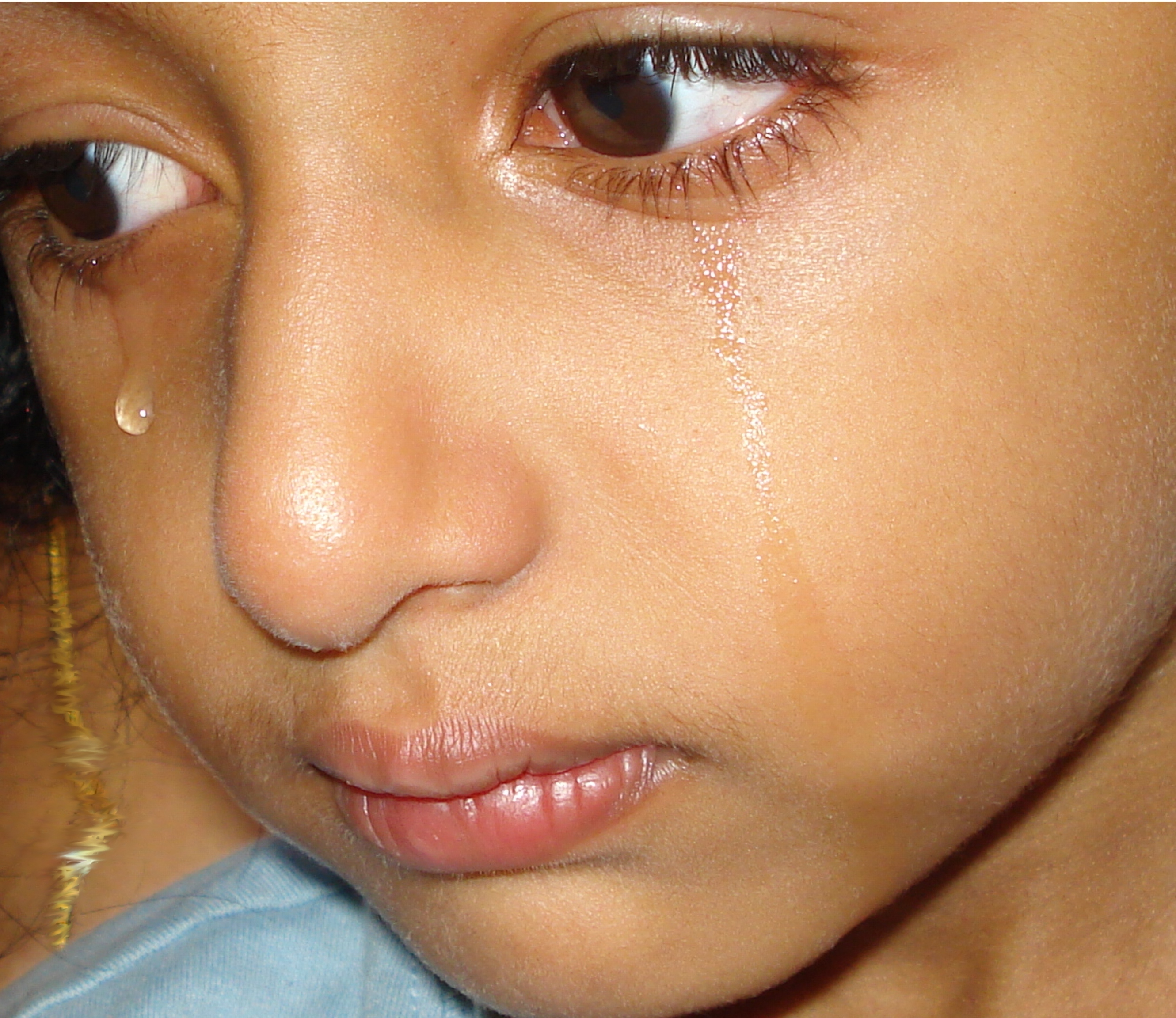
«¡Es tan misterioso el país de las lágrimas!» (Antoine de Saint-Exupéry).

El término llanto en general describe la efusión de lágrimas por parte de una persona en reacción a un estado emocional; este fenómeno viene acompañado frecuentemente de sollozos. La acción de llorar se ha definido como "un fenómeno motor complejo que es caracterizado por derramar lágrimas del aparato lagrimal, sin provocar ninguna irritación de las estructuras oculares".
Se estableció una red neural biológica entre el conducto lagrimal y las áreas del cerebro humano implicadas con la emoción. Se cree que ningún otro animal puede producir lágrimas en reacción a estados emotivos, aunque es cuestionado por algunos científicos.
Según un estudio de más de 300 adultos, por término medio los hombres lloran una vez cada mes, y las mujeres al menos cinco veces cada mes. especialmente antes y durante la menstruación cuando el llanto puede tener lugar hasta cinco veces más que normal, a menudo sin razones obvias como la depresión o tristeza.
Algunos opinan que los beneficios físicos y psicológicos del llanto no han sido comprobados aún por la ciencia. Sin embargo, según las encuestas, el 85 % de las mujeres y el 73 % de los hombres aseguran sentirse mejor después de llorar.
De acuerdo con la Sociedad Alemana de Oftalmología, que ha recopilado diferentes estudios científicos en llanto, las mujeres lloran en promedio entre 30 y 64 veces al año, y los hombres lloran un promedio de entre 10 y 25 veces al año.

Las lágrimas producidas durante el llanto emocionado tienen una composición química que difiere de otros tipos de lágrima. Están compuestas de cantidades más altas de las hormonas prolactina, adrenocorticótropa, leucoencefalina y los elementos potasio.

## Función

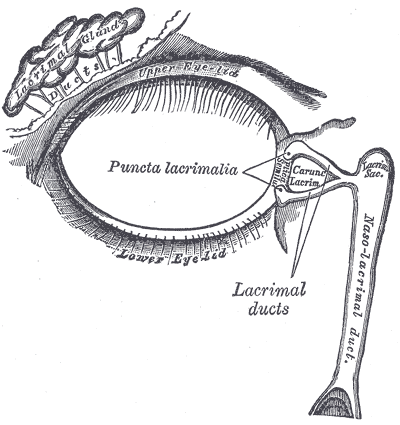
Diagrama del aparato lagrimal.

Las teorías incluyen las que son simples, como una reacción a dolor causado, y las que son más complejas, que incluyen la comunicación no verbal para obtener comportamiento ayudante de otros. Existen diferencias culturales y sociales que explican por qué algunos individuos lloran más que otros, como por ejemplo la procedencia cultural y el sexo. Históricamente, el llanto en las mujeres ha sido mejor tolerado y comprendido que el llanto en varones, debido a la influencia de los roles de género establecidos.
Algunos dicen que no hay otras especies que puedan derramar lágrimas emocionales, aunque no todos están de acuerdo. Como resultado, los científicos creen que el llanto debe ser causado por algún comportamiento humano que es especialmente complejo. Hace más de un siglo Darwin dijo que el llanto fue usado para atraer atención, en particular fue usado por los niños. Dijo que las lágrimas actúan como una bandera roja para señalar el estrés.
En la medicina hipocrática y medieval, las lágrimas fueron asociadas con los humores del cuerpo, y se veía el llanto como una purga de humores excesos del cerebro.
William James consideró las emociones como reflejos antes que pensamiento racional, y creía que la reacción fisiológica como si al estrés o la irritación es una precondición para hacerse consciente cognitivamente de emociones como el miedo, la tristeza, la felicidad o la ira.[cita requerida]
William H. Frey II, un bioquímico en la Universidad de Minnesota, propuso que la gente se siente mejor después de llorar debido a la eliminación de hormonas asociadas con el estrés, en particular la hormona adrenocorticótropa. Esto, junto con una secreción de moco aumentada durante el llanto, puede dirigir a una teoría que el llanto es un mecanismo desarrollado en los humanos para deshacerse de esta hormona cuando sus niveles son demasiado altos. 
Las teorías psicológicas recientes del llanto enfatizan su relación con la experiencia de impotencia percibida. Desde esta perspectiva, una experiencia subyacente de impotencia puede explicar por qué la gente llora en la mayoría de situaciones; por ejemplo, una persona puede llorar después de recibir noticias especialmente felices, ostensiblemente porque la persona se siente impotente o ineficaz para influir en los acontecimientos que están pasando. La investigación sugiere que el llanto proporciona ayuda para las mujeres y también para los hombres .

## Trastornos relacionados con el llanto
- Parálisis facial periférica, donde la regeneración defectuosa del nervio facial causa que los enfermos derramen lágrimas mientras comen.[18]
- Síndrome del maullido del gato.
- Disautonomía familiar, donde puede ser una carencia de lágrimas excesas durante el llanto emotivo.[19]
- El espasmo del llanto, [cita requerida]
- Rabieta infantil

## En bebés

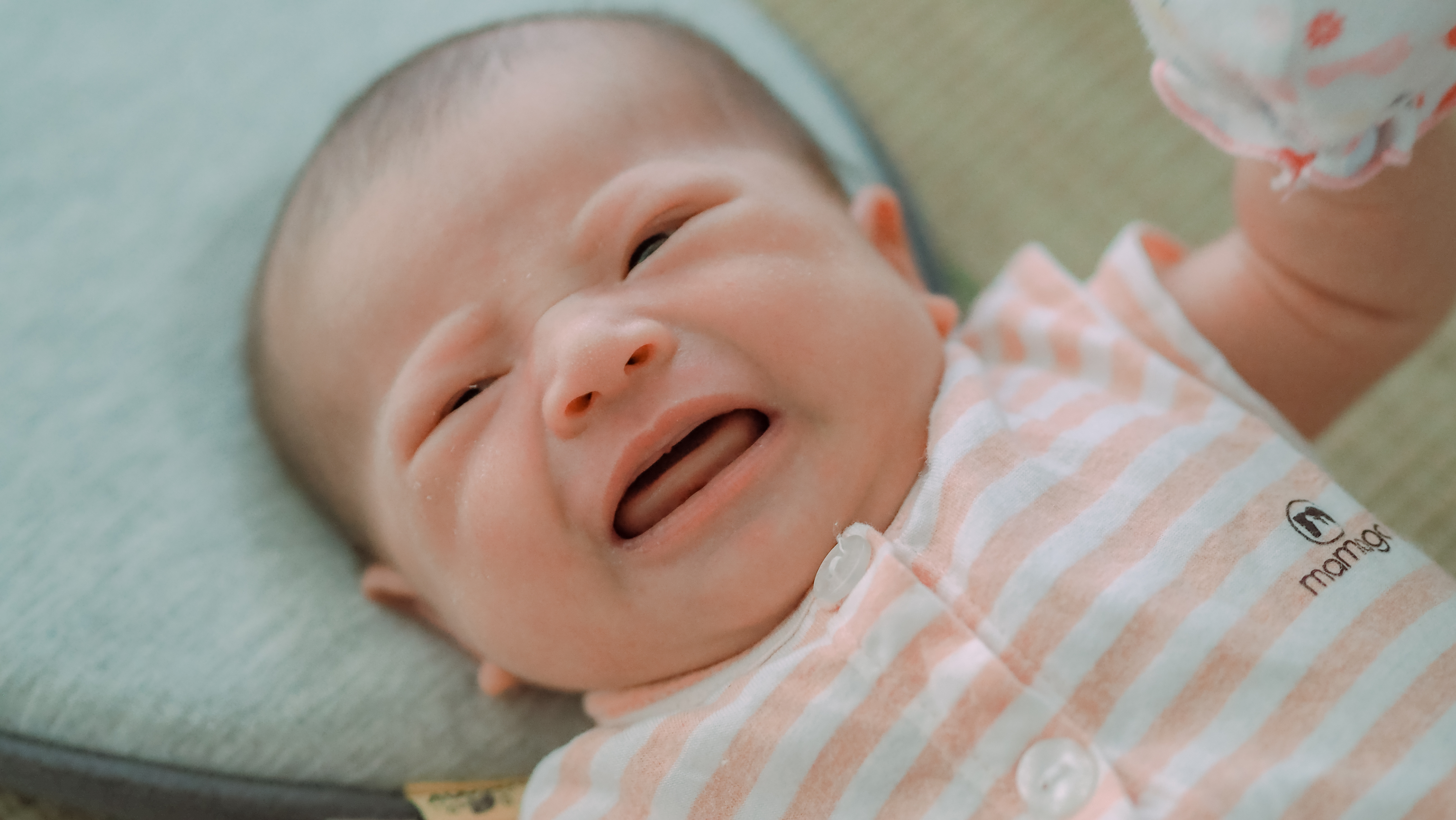
Un recién nacido llorando

Los lactantes pueden derramar lágrimas aproximadamente a las 4-8 semanas de edad.
El llanto es fundamental cuando un bebé nace. Su capacidad para llorar en el momento del parto indica que pueden respirar por sí mismos y refleja que se han adaptado con éxito a la vida fuera del útero.
Aunque el llanto es el modo de comunicación del lactante, no se limita a un sonido monótono. Existen tres tipos diferentes de llanto en los lactantes. El primero de ellos es el "llanto básico", que es un llanto sistemático con un patrón de llanto y silencio. El llanto básico comienza con un llanto acompañado de un silencio más breve, al que sigue un silbido inspiratorio agudo y breve. A continuación, se produce un breve silencio seguido de otro llanto. El hambre es el principal estimulante del grito básico. Un grito de ira es muy parecido al grito básico; en este grito, se fuerza un mayor exceso de aire a través de las cuerdas vocales, lo que lo convierte en un grito más fuerte y abrupto. Este tipo de grito se caracteriza por la misma secuencia temporal que el patrón básico, pero se distingue por diferencias en la duración de los distintos componentes de fase. El tercer grito es el grito de dolor, que, a diferencia de los otros dos, no tiene gemidos preliminares. El llanto de dolor es un llanto fuerte, seguido de un periodo de contención de la respiración.
La mayoría de los adultos pueden determinar si el llanto de un bebé significa enfado o dolor. La mayoría de los padres también tienen una mayor capacidad para distinguir los llantos de su propio bebé que los de otro niño.  Un estudio de 2009 descubrió que los bebés imitan el contorno del tono de sus padres. Los bebés franceses lloran con una nota ascendente, mientras que los bebés alemanes prefieren una melodía descendente. Carlo Bellieni encontró una correlación entre las características del llanto de los bebés y el nivel de dolor, aunque no encontró una correlación directa entre la causa del llanto y sus características. 
T. Berry Brazelton ha sugerido que la sobreestimulación puede ser un factor que contribuye al llanto infantil y que los períodos de llanto activo podrían servir para descargar la sobreestimulación y ayudar al sistema nervioso del bebé a recuperar la homeostasis. 
Sheila Kitzinger descubrió una correlación entre el nivel de estrés prenatal de la madre y el llanto posterior del bebé. También halló una correlación entre el trauma del parto y el llanto. Las madres que habían sufrido intervenciones obstétricas o que se habían sentido impotentes durante el parto tenían bebés que lloraban más que los demás. En lugar de probar un remedio tras otro para detener el llanto, sugirió a las madres que cogieran en brazos a sus bebés y dejaran que el llanto siguiera su curso. Otros estudios han corroborado las conclusiones de Kitzinger. Los bebés que habían sufrido complicaciones en el parto tenían episodios de llanto más prolongados a los tres meses de edad y se despertaban llorando con más frecuencia por la noche.
Basándose en estos hallazgos, Aletha Solter ha propuesto una teoría general de liberación emocional del llanto infantil. Cuando los bebés lloran sin motivo aparente una vez descartadas todas las demás causas (como el hambre o el dolor), sugiere que el llanto puede significar un mecanismo beneficioso de liberación del estrés. Recomienda el enfoque del "llanto en brazos" como forma de consolar a estos bebés. 
Otra forma de reconfortar y calmar al bebé es imitar la familiaridad y la calidez del vientre materno. Robert Hamilton desarrolló una técnica para padres con la que un bebé puede calmarse y dejar de llorar en 5 segundos.
Un estudio publicado en Current Biology ha demostrado que algunos padres con experiencia con niños son mejores identificando tipos de llantos que aquellos que no tienen experiencia con niños. 

## En la cultura y el arte
Una de las acciones, psicológicas, culturales y sociales asociadas con la expresión y la liberación de las emociones es el llanto. En palabras de Tom Lutz: «Llorar nos permite distraernos de la causa de nuestra angustia, desentendernos del mundo y fijar la atención en nuestros sentimientos, que en ese momento rebasan al mundo o, cuando menos, nuestra capacidad para procesar cualquier información nueva que provenga del exterior».
Dentro del mundo del arte, no son pocos los que han usado el fenómeno del llanto; desde Man Ray, en su fotografía titulada "Llanto", en la que unas lágrimas falsas son puestas sobre un rostro de mujer; hasta el artista neerlandés Bas Jan Ader, quien entre sus obras más destacadas cuenta con la pieza de videoarte titulada “I´m too sad to tell you”, un performance videograbado en el que el artista llora frente a la cámara durante varios minutos. 
Dentro de los oficios fúnebres, se conocen a las «plañideras»: mujeres que son contratadas para llorar en los ritos funerarios. También conocidas como «lamentatrices», son grupos de mujeres que desde la cultura Romana y Egipcia, han sido fundamentales para provocar la catarsis del llanto en aquel que sufre una pérdida.
En la mayoría de los casos el llanto es un momento íntimo. La vergüenza o el tabú del llanto es un prejuicio cultural arraigado actualmente en algunos lugares del mundo. 
Las religiones tienen también sus propias interpretaciones del llanto. Para el misticismo judío las lágrimas son una vía para conseguir un conocimiento superior, es decir, llegar, mediante el llanto, a un estado de consciencia que permite la entrada de una verdad revelada.